# Вапсе
Вапсе (нід. Wapse) — село в нідерландській провінції Дренте. Входить до муніципалітету Вестервелд.
Його площа становить 17,17 км², а населення станом на 2021 рік складало 655 осіб.
Перша згадка про населений пункт датується 1384 роком.